# إطناب (لغة)
الإطناب أو الإسهاب، هو أسلوب كلام أو قراءة يُستخدم فيه كلمات أكثر مما هو ضروري. على سبيل المثال، أن نقول «بخلاف الحقيقة التي تقول أن» بدلًا من «على الرغم أن». الأسلوب الذي يقف على الاتجاه المعاكس من الإطناب هو اللغة السهلة المبسطة. يحذّر بعض المؤلفين من استخدام الإطناب، من ضمنهم مؤلف كتاب «عناصر الإبداع الأدبي». وبشكل مشابه، تجنب أدباء أمثال مارك توين وأرنست هيمنجواي وغيرهم استخدام الإطناب. تتضمن مرادفات الإطناب الإسهاب والحشو الكلامي والإطالة والتفخيم والثرثرة والهذر واللغو.

## الأصل اللغوي للكلمة والمرادفات
تأتي كلمة الإطناب من المصطلح اللاتيني «فيربوسيس» ويعني المطنب أو كثير الكلام. توجد كلمات عديدة في اللغة الإنكليزية تؤدي إلى معنى الإفراط في الحشو الكلامي.
برولكستي «Prolixity» بمعنى إسهاب، وهي تأتي من الأصل اللاتيني «بروليكسيس» الذي يعني «ممتد». يمكن أن يُستخدم مصطلح إسهاب للإشارة إلى طول الحديث أو الخطاب، خصوصًا في الخطابات الرسمية، مثل حجج المحامي الشفوية.
غرانديلاكوينس «Grandiloquence» بمعنى التفخيم، وهو كلام أو قراءة معقدة تدل على المباهاة أو الأسلوب المنمق. وهو مزيج بين الكلمتين اللاتينيتين «لوكيو» بمعنى أن تتكلم، و«غراندس» بمعنى عظيم.
لاغوريا «Lagorrhea» بمعنى الهذر، وهي مشتقة من المصطلح اللاتيني «لاغوريويا» بمعنى تدفق الكلمة، وهو التدفق المفرط للكلمات. غالبًا ما يُستخدم كازدراء لوصف النثر الذي يصعب فهمه لأنه معقد دون حاجة، أو يستخدم الرطانة الزائدة.

## الإطناب العلمي
يُستخدم مصطلح الهذر غالبًا كازدراء لوصف النثريات المجردة للغاية والتي تحوي على القليل من اللغة الملموسة. في حين أن الكتابة المجردة يصعب تصورها، فإنها غالبًا ما تكون مربكة أو مبالغ بها. غالبًا ما تفشل الأعمال في المجالات الأكاديمية التي تتضمن العديد من الأفكار المجردة، مثل الفلسفة، في تضمين أفكار ملموسة واسعة النطاق لأفكارها.
نُشر مقال مليء عن قصد بالهذر الذي يخلط بين مفاهيم الفيزياء والمفاهيم الاجتماعية بطريقة غير منطقية من قِبل بروفيسور الفيزياء آلان سوكال في صحيفة (النص الاجتماعي) كلدغة للنشر العلمي. دافعت المجلة عن نشر المقال إذ إنه يندرج تحت العديد من معايير النشر، لكنها أعربت عن أسفها لأنها كانت لدغة ساهمت في الاستخفاف من الدراسات العلمية أو الدراسات الثقافية. أصبحت الحلقة معروفة باسم قضية سوكال.
يُطبق المصطلح أيضًا في بعض الأحيان على الكلام الذي لا لزوم له بشكل عام؛ وعادة ما يُشار إلى هذا باسم الإسهاب. يدافع بعض الأشخاص عن استخدام الكلمات الإضافية باعتبارها اصطلاحية، أو باعتبارها مسألة تفضيل فني، أو مفيدة في شرح الأفكار أو الرسائل المعقدة.

## أمثلة
كان وارن جي. هاردينغ، الرئيس التاسع والعشرين، مطنبًا بشكل ملحوظ حتى في عصره. وصف الزعيم الديمقراطي، ويليام غيبس مكادو، خطب هاردينغ أنها «جيش من العبارات الطنانة التي تدور في الأرجاء بحثًا عن فكرة».
فقد السيناتور روبرت بيرد (ديمقراطي من ويست فرجينيا) منصبه كزعيم للأغلبية عام 1989 لأن زملاؤه شعروا أن خطبه، التي كانت تستخدم في كثير من الأحيان إشارات ضمنية غامضة لروما أو اليونان القديمة، لم تكن مميزة في قاعدة الحزب.
نشر كتاب «مراجعة قانون ميشيغان» محاكاة ساخرة من 299 صفحة لكتابة ما بعد الحداثة بعنوان «بومبوبابل: اللغة الغامضة لما بعد الحداثة والمعنى الأساسي للمبتدئين. تتألف المقالة من روايات مرجعية ذاتية معقدة وحساسة للسياق. يتخلل النص عددًا من الاستشهادات والأقواس الجانبية، والتي يُفترض بها أن تسخر من الأسلوب المشوش لكتابة ما بعد الحداثة.
في كتاب «إنكليزية الملك»، يأخذ فاولر فقرة من التايمز كمثال على الإطناب، إذ جاء فيها: «استقبل الإمبراطور أمس واليوم الجنرال بارون فون بيك... وبالتالي يمكن الافتراض، مع بعض الثقة، أن شروط الحل العملية تُنضج نفسها في عقل جلالة الملك وقد تشكل أساسًا لمزيد من المفاوضات مع قادة الأحزاب الهنغارية عندما يذهب العاهل إلى بودابست مرة أخرى». اعترض فاولر على الفقرة لأن الملك وجلالته والعاهل يمثلون الشخص نفسه. أشار إليه في كتابه الاستخدام الإنكليزي، قائلًا إنه «جعْل القراء يتساءلون عن أهمية التغيير، فقط لاستنتاج أنه لا يوجد شيء». استمر فاولر في تسمية هذه الظاهرة باسم التباين الأزرق في إرشاداته الأدبية اللاحقة.